# エリザベス朝

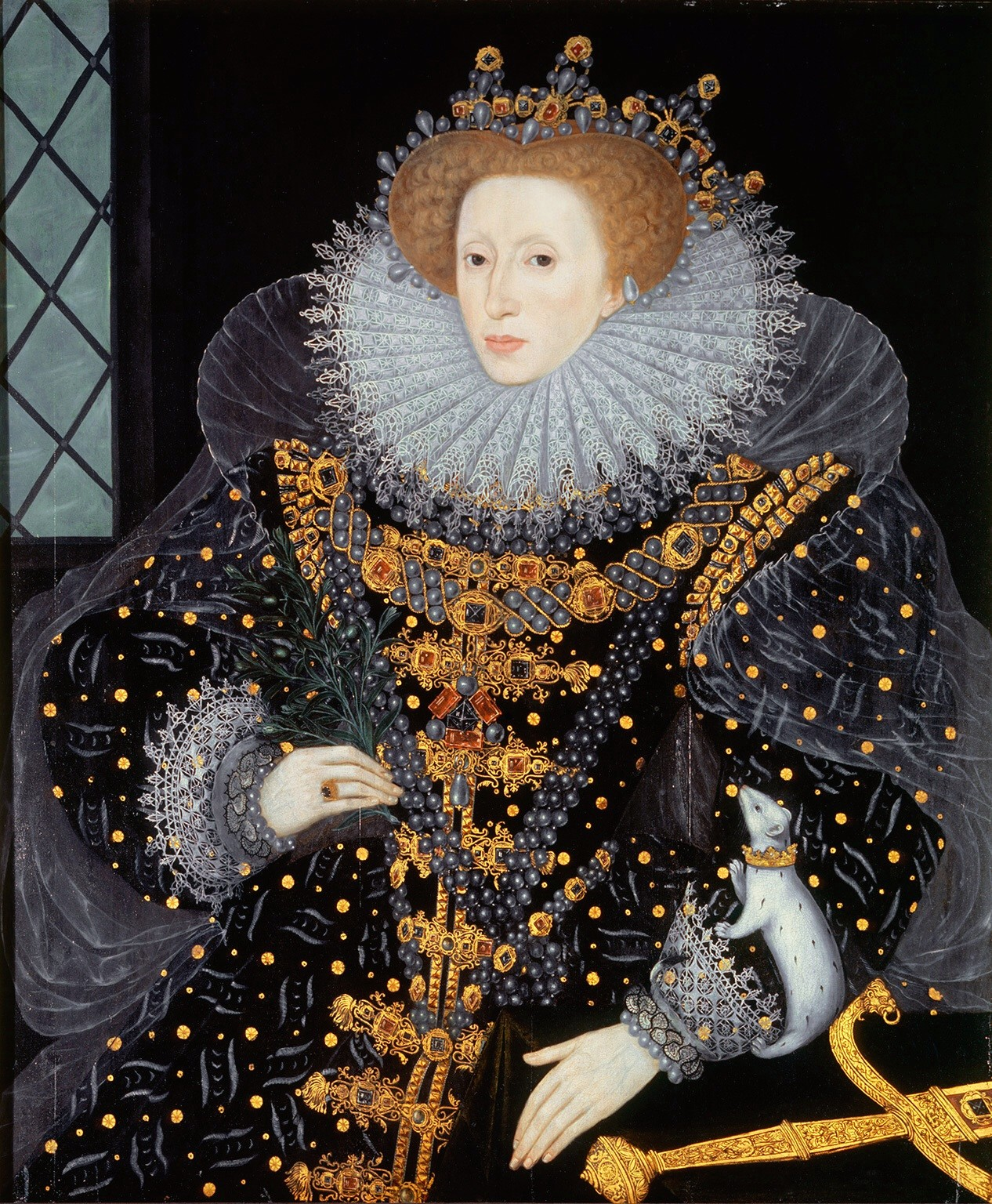
エリザベス1世

エリザベス朝（エリザベスちょう、Elizabethan era）は、イングランド王国のテューダー朝のうち、特にエリザベス1世の治世期間（1558年 - 1603年）を指す時代区分である。しばしばイングランドの黄金期と呼ばれる。
対外的にはスペインの無敵艦隊を破るなど国威を示し、内政的にはプロテスタントとカトリックの対立を終息させ、国力を充実させた。これにより、芸術、文芸も栄え、イギリス・ルネサンスの最盛期となった。また、イギリス・ルネサンス演劇も賑わいを見せ、とりわけウィリアム・シェイクスピアによる従来の様式を打ち破った演劇は話題となった。
文学の分野で「エリザベス朝」という言葉が使用される場合、その後のジェームズ1世（1603年 - 1625年）およびチャールズ1世（1625年 - 1649年）の在位期間を含めることが多い。エリザベス1世の頃にはウィリアム・シェイクスピアが現れ、現在に残る戯曲の多くを残した。シェイクスピアはソネットなどにも大きな足跡を残した。クリストファー・マーロウなどによっても多くの詩文が残され、英文学の大きな財産となっている。
なお、テューダー朝の頃の建造物などは「テューダー様式」と呼ばれる。

## 概要
エリザベス朝の素晴らしさは、その前後の時期と比べると際立って見える。17世紀はイギリス革命（清教徒革命など）やプロテスタントとカトリックとの争い、議会と国王の争いに明け暮れていたが、その中でエリザベス朝はつかの間の平和な期間だった。この時期は、プロテスタント・カトリックの分裂は収まり（エリザベスの宗教的解決）、議会には未だ絶対王政を揺るがす程の力がなかった。
イングランドは、他のヨーロッパ諸国に比べても順調だった。イタリア・ルネサンスは、外国に半島を支配されて終わった。フランスではユグノー戦争が起こった（この戦争は1598年にナントの勅令によって終わる）。何世紀も続いてきたフランス対イギリスの闘争は、エリザベス1世の治世の間は収まっていた。これは、フランスが宗教戦争に巻き込まれたことの他に、イングランドがヨーロッパ大陸の領土のほとんどを失っていたことも一因となっている。
この時期に大きなライバルとなったのはスペインだった。スペインとイングランドはヨーロッパとアメリカ大陸で小競り合いを繰り返してきたが、1585年についに戦争となった（1604年まで続く）。スペイン王フェリペ2世が1588年に無敵艦隊を送ったが、イングランドは有名なアルマダの海戦で無敵艦隊に大勝した。しかし、この後にイングランド無敵艦隊がスペインに侵攻した海戦では大敗し、争いの風向きはイングランドに不利に変わった。その後、スペインはアイルランドのカトリック教徒のイングランドに対するゲリラ活動を支援した。また、イングランド軍はスペインの陸海軍に続けて敗北し、イングランドの国庫と経済がかなり悪化した。エリザベス1世は、財政を緊縮して慎重に立て直しを図った。イングランドの植民地政策や貿易が復興するのは、エリザベス1世が死去した翌1604年、ロンドン条約に批准した後である。
この期間のイングランドは、過去のヘンリー7世とヘンリー8世の改革の結果、うまく中央集権化され、政府が効率的に機能していた。経済的には、大西洋貿易によって儲ける新時代の幕開けを迎えていた。

## 美化された物語と実態
後のヴィクトリア時代や20世紀初頭には、エリザベス朝は理想として美化されて伝えられた。ブリタニカ百科事典には、今日でも「1558年から1603年までのエリザベス1世の長い治世は、イングランドの黄金期であった。人々は生活を楽しみ、音楽や文学、建築、船乗りの冒険にも『愉快なイングランド』が現れている」と記載されている。エリザベス朝を理想化する傾向は、イギリスや北アメリカに共通してみられる（例えば、エリザベス朝の船乗りを主人公にした映画など）。
一方、美化された歴史観の反動により、ヨーロッパ民主化後の歴史家や伝記作者はエリザベス朝について、物語風の脚色を無くして冷静に見る傾向がある。彼らによるとエリザベス朝のイングランドは、軍事面では特に成功はしていない。また、人口の90%を占める地方の労働者階級はそれまでの世代よりも貧困に苦しんだ。エリザベス朝で行われた奴隷貿易やアイルランド・カトリック弾圧（特にデスモンドの反乱や9年戦争）も、歴史家の注目を集める。イングランドはこの時代に絶頂に達したとはいえ、エリザベス1世の死後40年もたたないうちに、内戦に至るまで急落することになる。
すべてを考慮すると、エリザベス1世の統治はイングランドに長期間の（完璧ではないにせよ）平和をもたらし、繁栄を増したといえる。彼女は、過去の統治者から事実上の財政破綻状態を受け継いだが、倹約方針に従って財政を立て直した。緊縮財政によって1574年までには負債を解消し、その10年後には30万ポンドにおよぶ余剰金を蓄えた。経済面では、トーマス・グレシャムが為替取引所を設立した（1565年）。ここで、イングランドでは初の、またヨーロッパでもまだ少なかった株式交換が行われ、やがてイングランドはもとより世界の経済にも重要なものに発展した。エリザベス朝当時の税金は他のヨーロッパ諸国より低かった。経済は発展し、所得の配分は明らかに偏っていたものの、エリザベス朝が終わる頃には、初めに比べる明らかに多い富が蓄積されていた。このように概ね平和で繁栄していたため、この時期を「黄金期」とよぶ人達が強調する魅力的な発展が可能となった。
人道主義の観点でも、この時期のイングランドには良いところがあった。同時期のヨーロッパ大陸の社会とは違い、拷問がほとんどなかった。厳しい身体刑もあったが、イングランドの法律制度ではそのような拷問は、反逆罪のようにきわめて重大な犯罪にしか認めてられていなかった。魔女裁判も比較的まれだった。魔女として弾劾された事件もあったが、同時期のヨーロッパ社会で発生したような極端に熱狂的な動きにはならなかった。社会における女性の役割は、この時代にしては比較的自由だった。当時のイングランドを訪れたスペイン人やイタリア人たちは、母国と正反対に自由を享受する女性について必ず何かしら（あるときは詭弁的に）論評した。
それまでのテューダー朝の治世で、ヘンリー8世とエドワード6世はカトリックを弾圧し、メアリー1世はプロテスタントを弾圧するなど、宗教の弾圧が行われていた。しかしエリザベス1世は「心までは統治しない」と決めて宗教弾圧を弱め、これによってイングランドの社会をやわらげる効果を生んだようである。その一方で、エリザベス1世の統治は無神論者による「冷厳な独裁制」としても記述される。

## 科学・技術と探求
後世のニュートンや王立協会のような傑出した天才や研究機関がなかったにもかかわらず、エリザベス朝において科学に著しい発展があった。天文学者のトーマス・ディッグス（1546年 - 1595年）やトーマス・ハリオット（1560年頃 - 1621年）は大きな業績を挙げ、ウィリアム・ギルバート（1544年 - 1603年）は磁石を研究し、1600年に独創的な著書 De Magnete を出版した。この著書は後世の発展を促すことになった。地図作成や測量の分野でも大きな発展があった。錬金術師ジョン・ディー（1527年 - 1608年）も風変わりではあるが影響力が多く、名を挙げるに値する。
このような科学的・技術的進歩の多くは、実務的な航法の技法に関連していた。特にエリザベス朝において、イングランド人は探検で多くの成果をあげた。フランシス・ドレーク（1540年頃 - 1596年）は世界一周を果たし（1577年 - 1581年）、マーティン・フロビシャー（1535年頃 - 1594年）は大西洋を探求した。イギリスが初めて北アメリカの東海岸に植民地を開拓したのもこの時期で、ロアノーク島に植民地を築いたが失敗した（1587年）。
エリザベス朝では重要な技術革新もあった。1564年、オランダから来たギリアム・ボーネン（Guilliam Boonen）は、エリザベス1世の初めての四輪馬車を作った。こうして、ヨーロッパで発明されたバネのサスペンションを持つ四輪馬車が、それまでの駕籠や二輪馬車に代わる輸送手段としてイングランドにも導入された。後世のスポーツカーの流行のように、四輪馬車は瞬く間に当時の流行となった。清教徒などの批評家達は、「様々な偉大な淑女達」が新しい四輪馬車に乗って「地方を行き来している」と批判的に述べている。

## 絵画芸術
イングランドにルネサンスが到来したのは、イタリアを初めとするヨーロッパ大陸諸国に比べると遅かったといわれる。テューダー朝とステュアート朝における絵画芸術は、ヘンリー8世の宮廷画家ハンス・ホルバインからチャールズ1世の宮廷画家ヴァン・ダイクに至るまで、外国から招いた才能ある芸術家の手によるものだった。
このように総括されるとはいえ、国内にも優れた絵画が育ち始めていた。エリザベス1世の時代、国内の画家として最も広く認知されているのが、女王の宮廷画家兼金細工師だったニコラス・ヒリアード（1547年頃 - 1619年）である。また、ジョージ・ガワー（1540年 - 1596年）も作品やその生涯が判明するにつれ、評価と注目を集めるようになってきた。

## スポーツや娯楽
エリザベス朝には多種多様なスポーツや娯楽があった。
祝宴（Feasts）大勢の客人を招いた大規模で豪勢な宴。宮廷の娯楽として催されたり、宗教的な祝い事に催されることも多かった。
宴会（Banquets）特別な客人をもてなすための正式の夕食会。
博覧会毎年夏に開かれる博覧会は卑猥に乱れることもあった。
演劇演劇は、初めは町の広場で上演されていたが、食堂や宿屋の中庭を使うようになり、やがて最初の劇場も作られた（ローマのコロセウムと同じような屋根の無い巨大な円形演技場）。その後、プレイハウスと呼ばれる屋内の劇場も導入された。
秘跡演劇聖書の話を再現する演劇
祝祭教会の祭礼を祝う祭り
馬上槍試合騎士同士が馬上槍試合を行う大会
競技やスポーツアーチェリー、ボウリング、トランプ、サイコロ、ハンマー投げ、棒術競技、輪投げ、スキットル、レスリングなどがあった。
動物競技熊争い、闘牛、闘犬、闘鶏などがあった。
狩猟貴族のスポーツで、犬を使うことが多かった。
タカ狩貴族がタカを使って行うスポーツ。

## エリザベス朝の祭り、祝日、祝賀
エリザベス朝の頃は、仕事の無い日曜日でも、教会から帰るまで自由時間が取れなかった。だから人々は祝日を心待ちしていた。当時の祭りのほとんどは教会の聖祭日に関連していた。毎月それぞれの祝日があり、そのいくつかを下記に示す：
- 公現祭（1月6日）の後の最初の月曜日（Plough Monday）：この日はクリスマス祭と新年を迎えた後、初めて仕事に戻ることを祝う。
- 2月2日：キャンドルマス。まだかなり寒いが、春の初日として祝われる。この日にはろうそくやたいまつを並べ、クリスマス飾りを燃やす。
- 2月14日：バレンタインデー。
- 3月3日 - 9日：肥沃な火曜日（マルディグラと呼ばれる）。この日には、若い奉公人達が町中を荒れ狂ったように走り回る。これによって四旬節に備えて町中の悪が一掃されると考えられている。肥沃な火曜日の翌日は灰の水曜日と呼ばれる。四旬節の初日で、いくつかの食べ物や飲み物を取ることが禁じられる。
- 3月24日：聖母マリアの受胎告知の祝日。天使ガブリエルが聖母マリアに受胎告知した日と言われる。家賃や給料を支払う年4回の節目の日のひとつ。冬休みに入っていた法廷が、この日に初めて召集される。
- 4月1日：エイプリルフール。いたずらや洒落、悪ふざけの日。道化師の記念日。
- 5月1日：メーデー。夏の初めの日として祝われる。数少ないキリスト教には関係ない記念日の一つで、ベルテンと呼ばれるケルト人の記念日が元となった。メイクイーン（5月の女王）と呼ばれる女性やグリーンマン（緑の男）と呼ばれる男性を選んだり、メイポール（5月の柱）と呼ばれる柱の周りを踊ったりする。
- 6月21日：夏至（キリスト教では洗礼者ヨハネの祝日）。支払いを行う年4回の節目の日の一つ。
- 8月1日：収穫祭。伝統的に8月の最初の日で、この日には教会にパンを献呈する。
- 9月29日：聖ミカエル祭り。秋の最初の日と天使ミカエルを祝う。支払いを行う年4回の節目の日の一つ。
- 10月25日：聖クリスピンの日。この祭りの日は、かがり火をたき、お酒を飲んで騒ぎながら、「クリスピン王」を選ぶ。シェイクスピアの戯曲『ヘンリー五世』でこの祭りに言及される。
- 10月28日：ロード・メイヤー（ロンドン市長）のパレード。現在でもロンドンで行われている行事。
- 10月31日：ハロウィーン。死者の霊の儀式の初日。
- 11月1日：諸聖人の日。翌日が死者の日。
- 11月17日：エリザベス女王の王位継承の記念日。女王の死後も何十年か祝日として残った。
- 12月24日：クリスマスの12日間が、この日の日没と共に始って1月6日の公現祭まで続く。クリスマスは、支払いを行う年4回の節目の最後の日となる。